# Kaisergalerie (Hamburg)
De Kaisergalerie is een overdekte passage in het centrum van Hamburg.

## Ligging
De passage is gelegen in het centrum van Hamburg in het stadsdeel Neustadt en verbindt de Grosse Bleichen aan de noordwestzijde met de Bleichenstieg aan de Bleicihenfleet aan de zuidoostzijde. Aan de zuidwestzijde grenst het aan bestaande bebouwing en aan de noordoostzijde aan de parallel gelegen Galleria passage.

## Geschiedenis
Het gebouw van zeven verdiepingen naar een ontwerp van de architect Emil Grossner was oorspronkelijk alleen een kantoorgebouw, dat tussen 1907 en 1909 gebouwd werd in opdracht van Anton Emden. In 1936 verhuisde het Ohnsorg Theather naar het pand aan de Grosse Belichen en bleef hier tot 2011. In deze tijd onderging het gebouw een aantal renovaties. Na het vertrek van het Ohnsorg Theater kwam de oude pracht met stucwerkelementen en vele andere details van het kantoorgebouw weer tevoorschijn, na lange tijd verborgen te zijn geweest door de renovaties.
In 2011 startte de restauratie naar een ontwerp van de architect David Chipperfield. Onder het toeziend oog van monumentenzorg werden de bouwkundige details, zoals de historische zuilen opnieuw zichtbaar en door steenhouwers gerenoveerd of zorgvuldig gereconstrueerd met Sileziche zandsteen. Aan de cassetteplafonds hangen Spaanse kroonluchters om een warm licht te verspreiden. Met de ontwikkeling van een nieuwe loopbrug aan de Bleichenfleet-zijde van de Kaisergalerie is het nu mogelijk om langs het water van de Alte Post naar de Kaisergalerie en verder naar de Stadthöfe te wandelen.
De twee ingangen van de Kaisergalerie aan de Große Bleichen en aan de Vlootzijde hebben zeer grote entreeruimtes, die voor veel licht en een zeer aangenaam klimaat in de galerij zorgen. In de Kaisergalerie werd een doorgang geïntegreerd om de drukbezochte Grosse Bleichen met de Bleichenfleet te verbinden.
Op 12 november 2015 werd de winkelgalerij officieel geopend. De naam 'Kaisergalerie' is een herinnering aan het verblijf van keizer Wilhelm I in het Jenischpalais, dat voorheen op deze plek stond.

## Gebruik
Het complex heeft een totale oppervlakte van ca. 18.000 m² en biedt onderdak aan ongeveer 10 winkels en restaurants op de begane grond en de eerste verdieping, gelegen aan de twee verdiepingen hoge doorgang. De verdiepingen daarboven worden verhuurd als kantoorruimte. De ankerhuurders voor de galerij zijn de herenmodezaak Braun en binnenhuisinrichter Gärtner.

## Eigendom en beheer
Het project werd ontwikkeld door een joint venture van Quantum Immobilien en Alstria Office Reit. In het vierde kwartaal van 2017 werd het complex verkocht voor 170 miljoen aan AFIAA Schweizer Anlagestiftung für Immobilienanlagen im Ausland. Het beheer van het complex is in handen van Sturm Immobilien.